# Charles Townshend (2. wicehrabia Townshend)

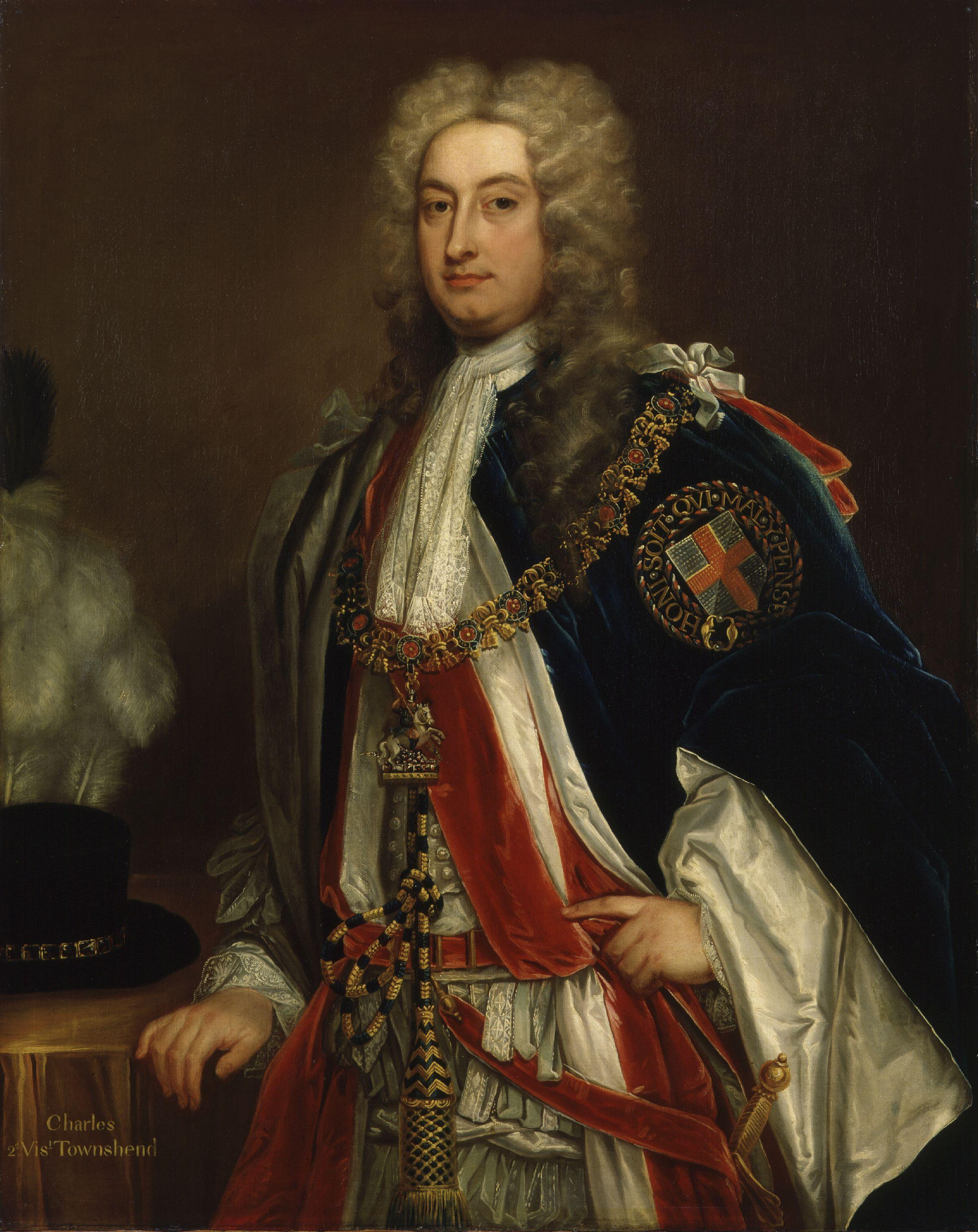
Charles Townshend

Charles Townshend (ur. 18 kwietnia 1674, zm. 21 czerwca 1738) – brytyjski polityk.
Był szwagrem pierwszego premiera Wielkiej Brytanii, Roberta Walpole’a. Jego żoną była Dorothy Walpole (1686-1726), którą poślubił w roku 1713, gdy zmarła jego pierwsza żona Elisabeth Pelham. Jego wnukiem był Charles Townshend, późniejszy kanclerz skarbu.

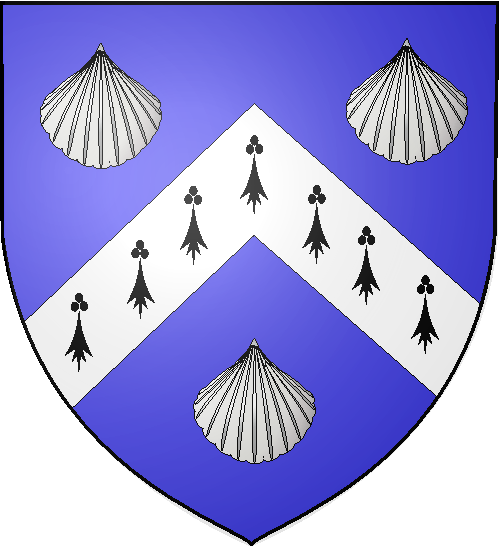
Herb wicehrabiów,
później hrabiów
i markizów Townshend

W latach 1709–1711 był ambasadorem brytyjskim w Holandii. W 1721 roku szwagrowie podzielili władzę między siebie. Townshend przejął wówczas sprawy zagraniczne, w których prowadzeniu uzyskiwał coraz większą niezależność, budząc w końcu niepokój Roberta Walpole’a, który doprowadził w 1730 roku do dymisji Townshenda z rządu. Przyczyną konfliktu między nimi, który wybuchł w 1729 roku, była antyhabsburska polityka, jaką na własną rękę zaczął realizować Townshend.
Punktem wyjścia dla Charlesa Townshenda był fakt rządzenia przez Jerzego II króla Wielkiej Brytanii kilkoma państwami i narodami, co, zdaniem Townshenda, wykluczało jakikolwiek prymat Karola VI Habsburga – władcy wielonarodowego imperium w Europie. Nie bacząc na to, że cesarz rzymski był od końca XVII wieku sojusznikiem Wielkiej Brytanii (do unii 1707 szkocko-angielskiej - Anglia) chciał on, w porozumieniu z chwilowo zaprzyjaźnioną Francją Ludwika XV i kardynała André Hercule’a de Fleury’ego rozebrać Niderlandy Austriackie (Belgię). Walpole nie mógł dopuścić do takich zmian w konstelacji sił w Europie.